# Vitrinidae
Vitrinidae zijn een familie van landslakken. 

## Taxonomie
De volgende geslachten zijn bij de familie ingedeeld:
- Arabivitrina Thiele, 1931
- Calidivitrina Pilsbry, 1919
- Eucobresia H. B. Baker 1929
- Gallandia Bourguignat, 1880
- Guerrina Odhner, 1954
- Insulivitrina Hesse, 1923
- Madeirovitrina Groh & Hemmen, 1986
- Oligolimax P. Fischer, 1878
- Phenacolimax Stabile, 1859
- Plutonia Stabile, 1864
- Provitrina Wenz, 1919
- Semilimacella Soós, 1917
- Semilimax Agassiz, 1845
- Trochovitrina Boettger, 1880
- Vitrina Draparnaud, 1801
- Vitrinobrachium Künkel, 1929

## In Nederland waargenomen soorten
- Genus: Eucobresia
  - Eucobresia diaphana - (Oorvormige glasslak)
- Genus: Phenacolimax
  - Phenacolimax major - (Grote glasslak)
- Genus: Vitrina
  - Vitrina pellucida - (Doorschijnende glasslak)
- Genus: Vitrinobrachium
  - Vitrinobrachium breve - (Rijn-glasslak)